# Zjednoczony Kościół Kanady

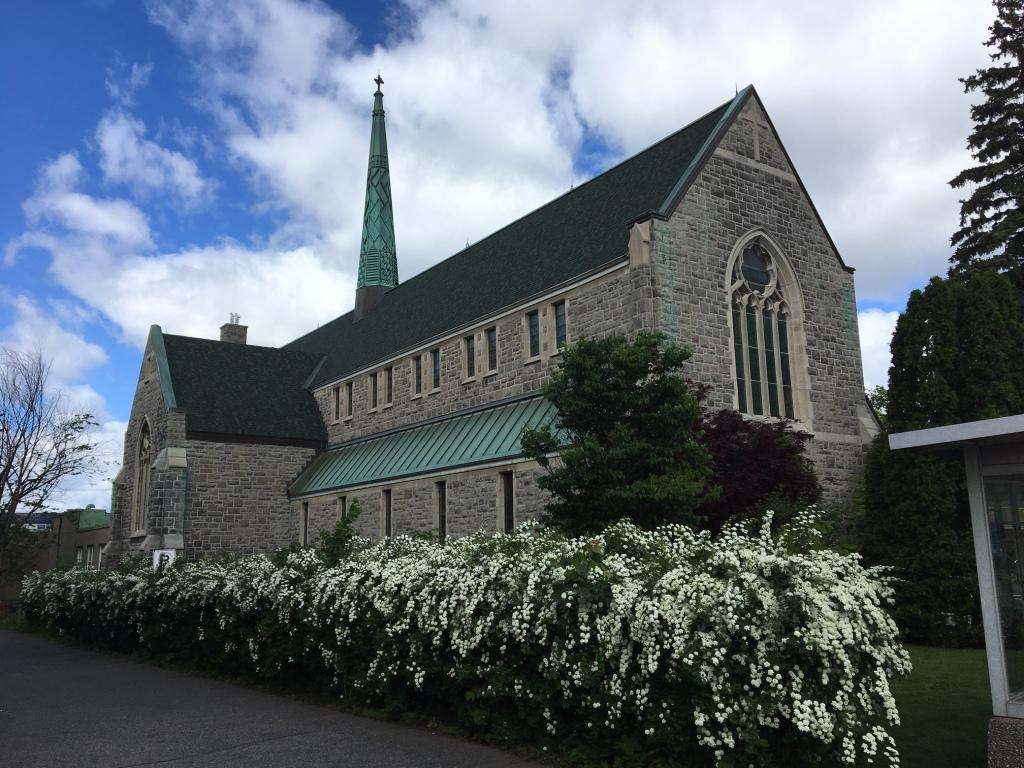
Zjednoczony Kościół Kanady, Mont-Royal, Quebec

Zjednoczony Kościół Kanady (ang.: United Church of Canada) – największa chrześcijańska denominacja protestancka w Kanadzie i druga co do wielkości kanadyjska denominacja chrześcijańska po Kościele rzymskokatolickim. Kościół Zjednoczony Kanady został założony w 1925 roku w wyniku połączenia czterech wyznań protestanckich.
W 1925 roku kongregacjonaliści, metodyści i prezbiterianie stworzyli Kościół z 600 000 członków – i był największym protestanckim kościołem w Kanadzie skupiającym około 25% populacji kraju. 
Liczba członków rosła do rekordowego poziomu 1,1 miliona w 1964 roku. W 1968 roku jako czwarty przyłączył się Ewangelicki Kościół Zjednoczonych Braci. Według Spisu Powszechnego z 2011 roku ponad 2 miliony Kanadyjczyków utożsamiało się ze Zjednoczonym Kościołem Kanady, co stanowiło już tylko 6,1% populacji Kanady. 
W 2018 r. Kościół miał 388 tysięcy ochrzczonych członków i stale od 1965 roku traci wiernych. Od samego początku liczba osób identyfikujących się z Kościołem w spisach jest wielokrotnie wyższa od formalnej liczba członków kościoła w zarejestrowanych w parafiach.
Zjednoczony Kościół Kanady plasuje się nurcie liberalnego protestantyzmu. Od 1936 r. ordynuje kobiety, w 1980 r. na jego czele jako moderatorka stanęła pierwsza kobieta Lois Wilson. W tym samym roku komisja teologiczna zaleciała dopuszczenie do posługi duchownych niezależnie od ich orientacji seksualnej oraz opowiedziała się za dekryminalizacją aborcji, choć odrzuciła aborcję na żądanie. Ostatecznie na posługę osób LGBT wyraźnie zezwoliła Rada Generalna kościoła (odpowiednik synodu) w 1988. W odpowiedzi ponad 70 tys. osób wystąpiło z kościoła. 
W 2012 moderatorem wybrano Garrego Patersona, zadeklarowanego geja, którego mąż był pierwszym oficjalnie ordynowanym pastorem gejem w 1992.
W 1999 roku kościół wezwał władze by zalegalizowały jakąś formę związków jednopłciowych, ale Rada Generalna nigdy formalnie nie poparła równości małżeńskiej i zarówno duchowni jak i parafie mogą odmówić takich ceremonii.
Do 1969 kościół prowadził szkoły z internatami dla Indian i szacuje się, że uczęszczało do nich około. 10% z 80 000 uczniów. Po serii głośnych skandali w 1998 kościół przeprosił ich za swój udział w prowadzeniu tych szkół i kulturalne ludobójstwo oraz wpłacił pieniądze na fundusz odszkodowawczy.
Kościół jest członkiem Kanadyjskiej Rady Kościołów, Światowej Wspólnoty Kościołów Reformowanych, Światowej Rady Metodystów i Światowej Rady Kościołów.